# Isola di Capo Rizzuto

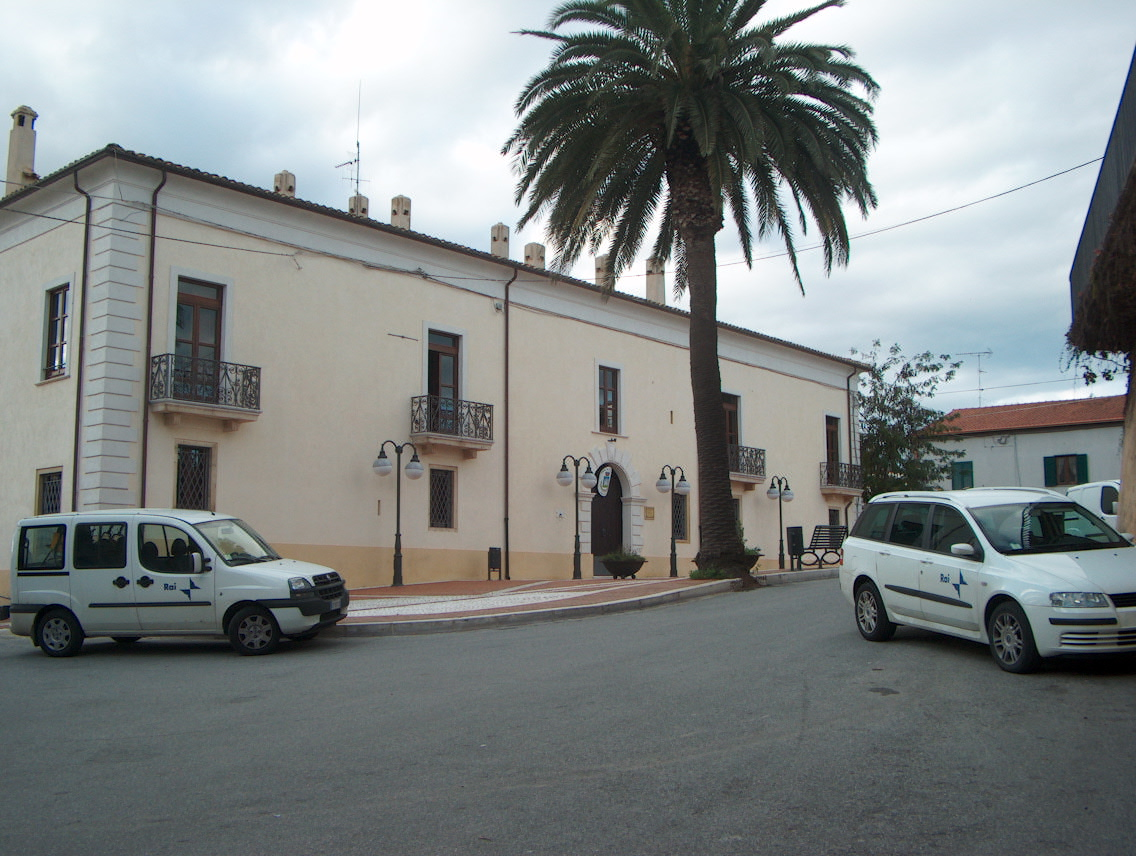
Gemeindeverwaltung

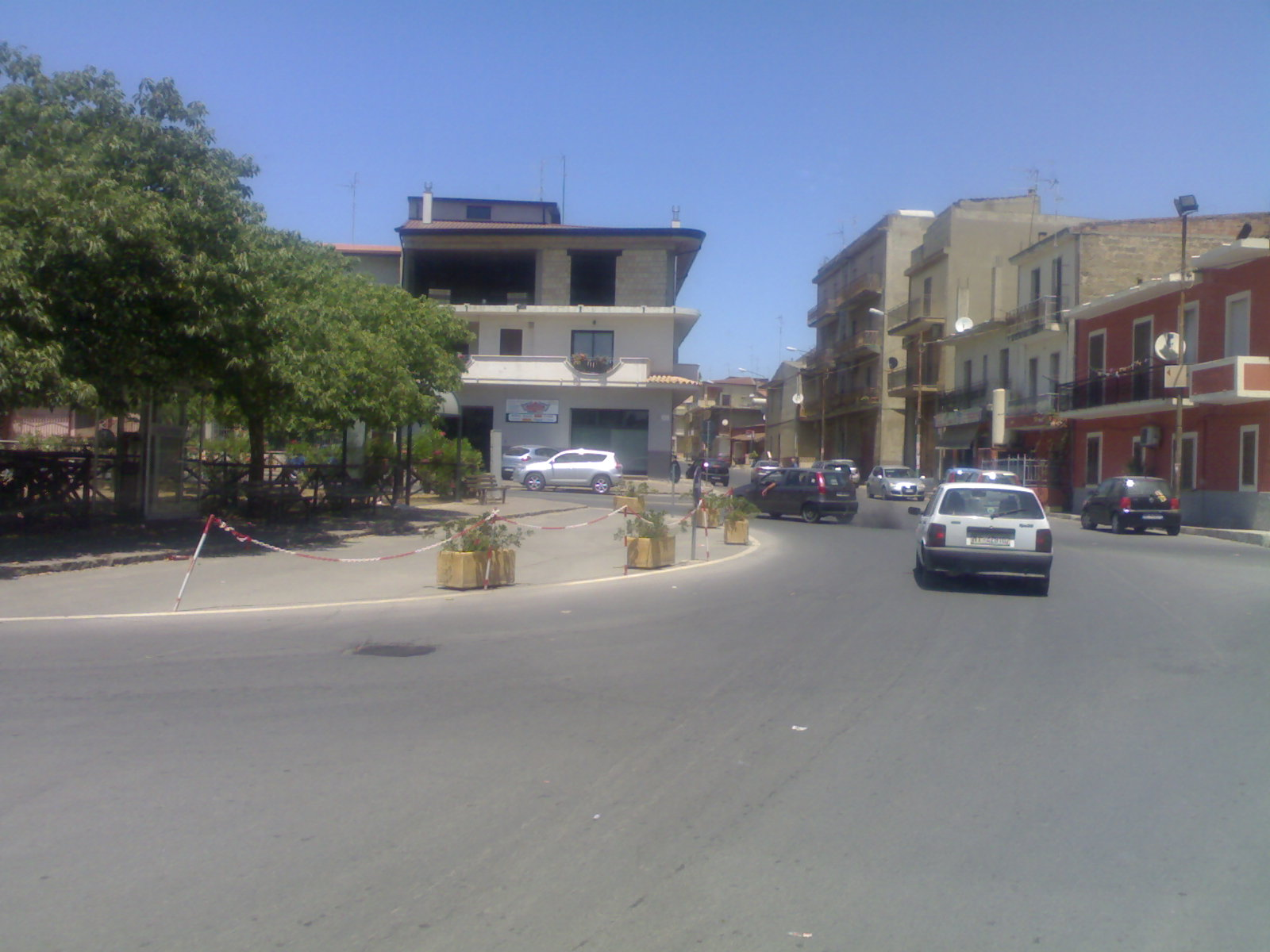
Isola Capo Rizzuto

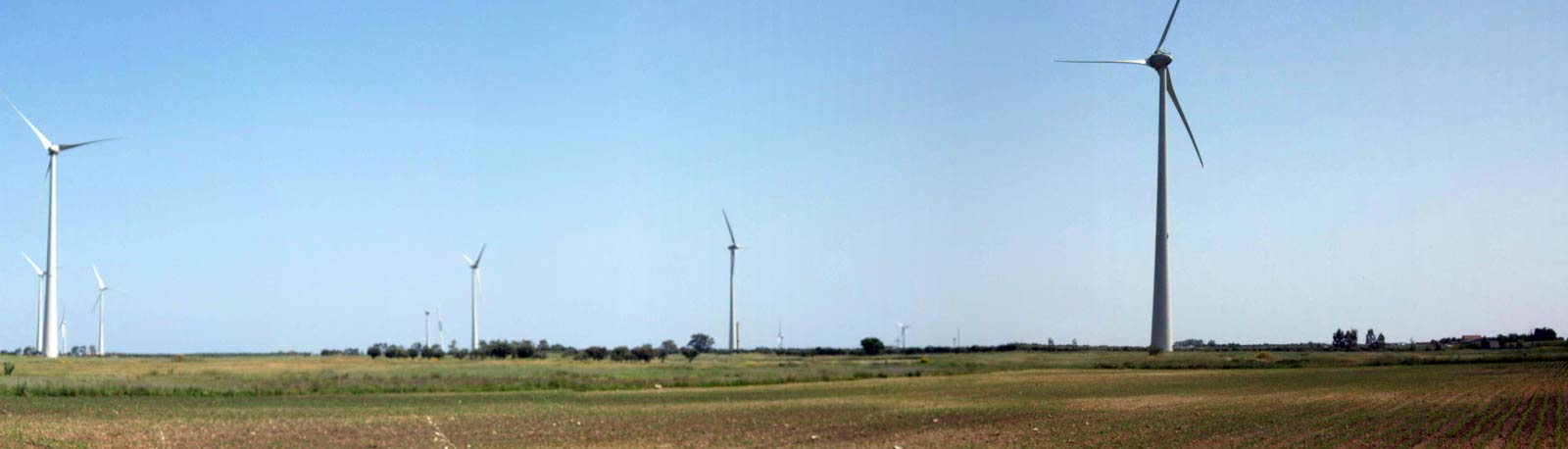
Windpark

Isola di Capo Rizzuto ist eine süditalienische Gemeinde (Comune) mit 17.679 Einwohnern (Stand 31. Dezember 2023) in der Provinz Crotone in Kalabrien. Die Gemeinde liegt etwa 17 Kilometer südwestlich von Crotone. Sie setzt sich aus den Ortsteilen Le Castella, Campolongo, Capo Rizzuto, Le Cannella, Marinella, Sant'Andrea, Sant'Anna und Stumio zusammen. Die Gemeinde liegt auf einer Landenge in einem seismisch sehr aktiven Gebiet. Das Titularbistum Isola geht auf den Bischofssitz hier zurück.

## Weinbau
In der Gemeinde Isola di Capo Rizzuto und in Teilen der Gemeinden Crotone und Cutro existiert seit 1979 eine „kontrollierte Herkunftsbezeichnung“ (Denominazione di origine controllata – DOC) mit dem Namen S. Anna di Isola Capo Rizzuto DOC, die zuletzt am 7. März 2014 aktualisiert wurde. Im Jahr 2014 wurde jedoch kein DOC-Wein vermarktet. Unter diesem Namen können Rosé- und Rotweine produziert werden.

## Windpark
Aufmerksamkeit erregte der Ort durch eventuelle Verstrickungen in Geldwäschegeschäfte. Durch das Unternehmen Vent1 Capo Rizzuto Srl wurde ab 2002 die Windfarm Isola Capo Rizzuto errichtet, eine der größten dieser Art in Europa. Allein die HSH Nordbank investierte 225 Millionen Euro in die Anlage. Das Unternehmen stand immer wieder im Verdacht, Geldwäsche für die ’Ndrangheta zu betreiben. Darum wurde die Windfarm kurzfristig vom italienischen Staat beschlagnahmt. Von dem zuständigen Gericht in Catanzaro wurde dieser Beschluss jedoch wieder aufgehoben. Die weiteren Ermittlungen, auch gegen die deutschen Investoren, dauern noch an.

## Verkehr
Am Ort vorbei führt die Strada Statale 106, die hier streckengleich mit der Europastraße 90 ist. Etwa drei Kilometer nördlich liegt der Flughafen Crotone. Mehrere Ortsteile (Capo Rizzuto, Le Cannella, Le Castella und Marinella) liegen direkt am Ionischen Meer. In der Area naturale marina protetta Capo Rizzuto vor der Küste ist Wassersport teilweise ganz verboten, teilweise nur unter strikten Auflagen erlaubt. Das Gebiet wird durch das Abkommen über den Schutz des Mittelmeeres vor Verschmutzung (Übereinkommen von Barcelona 1976) geschützt.

## Persönlichkeiten
- Kilic Ali Pascha alias: Giovanni Dionigi Galeni (1519–1587), Korsar und osmanischer Admiral
- Giovanni Barracco (1829–1914), Stifter, Bergsteiger und Senator
- Fortunato Morrone (* 1958), römisch-katholischer Geistlicher, Erzbischof von Reggio Calabria-Bova
- Antonio Staglianò (* 1959), römisch-katholischer Geistlicher, Bischof von Noto